# Ingeniero Foster
Ingeniero Foster est une localité rurale argentine située dans le département de Rancul, dans la province de La Pampa. Elle fait partie de la municipalité d'Abramo.

## Démographie
La localité compte 52 habitants (Indec, 2010), soit une diminution par rapport au précédent recensement de 2001 qui comptait 51 habitants.

## Infrastructures
En ce qui concerne les infrastructures publiques, on peut citer la petite école rurale qui compte environ 20 élèves, dont certains viennent du même village et d'autres des régions voisines ; le commissariat de police et le poste de police routière, qui comptent actuellement 5 agents ; et le réservoir d'eau, qui a une profondeur de 30 mètres, offrant ainsi au village une ressource naturelle exquise.
Les deux villes les plus proches sont toutes deux à 20 km, à savoir la localité de La Maruja par la province de La Pampa (par la route provinciale 4) et Arizona par la province de San Luis.